# Anguinella palmata
Anguinella palmata är en mossdjursart som beskrevs av Van Beneden 1845. Anguinella palmata ingår i släktet Anguinella och familjen Nolellidae. Inga underarter finns listade i Catalogue of Life.